# Liberale Bewegungen im Islam
Liberale Bewegungen im Islam ist ein Sammelbegriff für Gruppen und Einzelpersonen innerhalb des Islams, die ein Islamverständnis vertreten bzw. anstreben, das sich die Grundsätze von Demokratie und Menschenrechten, wie sie in der westlichen Welt im Zuge von Humanismus und Aufklärung entwickelt wurden, zu eigen macht. Damit steht ein von diesen Bewegungen vertretener liberaler Islam im Gegensatz zu den konservativen Strömungen im Islam und aktuellen Erscheinungen im politischen Islam, die Demokratie und Menschenrechte ganz oder teilweise ablehnen.
Statt von liberalem Islam sprechen manche Gruppen lieber von humanistischem oder auch aufgeklärtem Islam, um Missverständnisse zu vermeiden, etwa, dass aufgeklärte, moderne Konservative ausgeschlossen seien. Auch die Begriffe Euro-Islam oder Reformislam bzw. Islamreform werden häufig zur Bezeichnung des liberalen Islams verwendet, obwohl der Begriff Euro-Islam durch Bassam Tibi eng definiert wurde bzw. nicht jeder Reformislam ein liberaler Islam sein muss (vgl. zum Beispiel Salafismus oder die Wahhabiten). Eine arabische Selbstbezeichnung lautet الإسلام التقدمي, al-Islām at-taqaddumī, „fortschrittlicher Islam“.

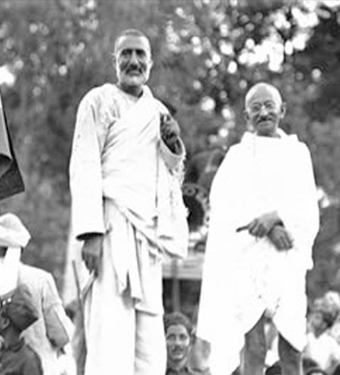
Der Afghane Khan Abdul Ghaffar Khan – hier mit Mahatma Gandhi – vertrat einen gewaltlosen Islam, der mit anderen Religionen zusammen existieren kann.

Die Bewegungen umfassen unter anderem Neuinterpretation des Korans und Hinterfragung einzelner Hadithe.

## Geschichte des liberalen Islams
Die Ägyptische Expedition Napoleons (1798–1801) löste einen intensiven Kontakt der islamischen mit der europäischen Welt aus. Eine große geistige Bewegung zur „Versöhnung von Islam und Moderne“ ist die sogenannte Nahda-Bewegung. Ihre wichtigsten Reformer im 19. Jahrhundert waren Dschamal ad-Din al-Afghani (1838–1897) und Muhammad Abduh (1849–1905). Die Nahda beeinflusste den Modernediskurs in der arabisch-islamischen Philosophie, steht aber auch am Beginn des Salafismus.
Teilweise herrscht über die Einordnung der einzelnen Vordenker eines liberalen Islams keine Einigkeit. Muhammad Iqbal zum Beispiel wird von Kurzman als „most influential liberal Muslim of the twentieth century“ bezeichnet, während Ludwig Ammann einwendet: „Iqbal ist also kein liberaler Reformer, auch wenn er hierzulande gerne so verstanden wird“.

## Ansätze, Argumente und Methoden liberalen Islams
Es gibt verschiedene Ansätze des liberalen Islams, die sich nach verschiedenen Aspekten unterscheiden lassen: Der liberale Islam in westlichen Ländern geht zum Beispiel von anderen Voraussetzungen aus als der liberale Islam in islamischen Ländern. Einige argumentieren sehr theoretisch, andere handeln eher wie politische Aktivisten. Die verschiedenen Gruppen und Einzelpersonen wählen zudem verschiedene Methoden, um den Islam zu liberalisieren. In den Methoden spiegelt sich der soziale Kontext der jeweiligen Akteure. Allen gemeinsam ist das Festhalten an den Fünf Säulen des Islams.
Um dem Verdacht zu begegnen, die Religion des Islams willkürlich an westliche Vorstellungen anzupassen, verzichten viele Islamreformer auf den Begriff der Reform und weichen auf Begriffe wie Erneuerung, Englisch renewal, aus. Einige liberale Gruppierungen lehnen die Mitgliedschaft von „Kulturmuslimen“ ab, um ihren religiösen Charakter sicherzustellen. Darunter befinden sich einige Argumente seitens des liberalen Islam.

### Anpassung und theologische Rabulistik
Einige liberale Muslime in westlichen Ländern stellen den Aspekt der Anpassung an ihre westliche Umwelt in den Vordergrund. Sie argumentieren kaum theologisch, sondern setzen kurzerhand die Verfassung ihres Landes im Sinne einer Zivilreligion über die Scharia. Damit sprechen sie vor allem sogenannte Kulturmuslime bzw. säkulare Muslime an, die ihre Religion kaum praktizieren. Andere setzen auf eine theologische Rabulistik, indem sie auf theologische Argumentationen zurückgreifen, die schwierige Probleme auf einfache Weise zu lösen versuchen, so zum Beispiel die Verwerfung der gesamten Hadith-Literatur. Nur der Koran allein als offenbartes Buch wird als Richtschnur anerkannt (Koranismus), oder die alleinige Anerkennung der sogenannten mekkanischen Suren des Koran als normativ, während man die medinensischen Suren verwirft. Analog verfährt man mit den Hadithen.
In der Literatur werden diese und theologische Varianten vom liberalen Islam kaum diskutiert.

### Wiederaufgreifen verschütteter Traditionen
Viele liberale Muslime berufen sich auf Lehrtraditionen aus der Geschichte der islamischen Theologie, die ihrer Meinung nach zu Unrecht marginalisiert und vergessen wurden. Dazu gehört insbesondere die theologische Richtung der Muʿtazila aus dem 9. Jahrhundert, die stark von der Philosophie der Antike beeinflusst war und Willensfreiheit und Rationalität in den Vordergrund ihrer Lehre stellte, überlieferte Traditionen hinterfragte, sowie von der Erschaffenheit des Korans ausging. In diese Periode fiel auch die Blütezeit des Islam.
Ebenfalls aufgegriffen wird der Rationalismus des Ibn Ruschd (1126–1198), auch Averroes genannt, der außerdem der Gegenspieler von al-Ghazālī war.
Liberale Muslime erinnern aber auch an Meinungen von Vordenkern anderer islamischer Richtungen, mit denen sie partiell übereinstimmen. So glaubte zum Beispiel Ibn Qaiyim al-Dschauzīya, der heute als früher Vordenker der Salafisten gilt, dass Dschihad ausschließlich Verteidigungskampf bedeutete. Und Ibn Taimiya, der heute als Vordenker des Islamismus gilt, stellte das Prinzip der Abrogation infrage.

### Die historisch-kritische Methode
Die historisch-kritische Methode enthält einen ganzen Werkzeugkasten an Instrumenten, um der wahren Bedeutung und Aussage alter Texte näher zu kommen.

#### Besseres Verstehen
Bevor man mit der historisch-kritischen Methode zu einer Interpretation von Koran und Sunna gegen den bislang bekannten wörtlichen Sinn vorstößt, was die historisch-kritische Methode ausmacht, erlebt man häufig, dass auch der wörtliche Sinn erst neu entdeckt werden muss. Oft erschließt sich im historischen Kontext und bei genauer Lesung, dass ein Text etwas ganz anderes meinte als bisher gedacht. Es liegt also ein Interpretationsfehler vor, der auch im Rahmen der traditionellen Exegese als solcher erkannt werden kann.

#### Zeit- und situationsbedingte Normen
Fast schon ein Gemeinplatz ist die Erkenntnis, dass bestimmte Vorschriften abhängig von der Situation und der Zeit sind, in der sie entwickelt wurden. Ändern sich die Zeiten und die Situation, dann muss man auch die Vorschriften entsprechend ändern, weil sie sonst ihren Sinn verlieren. Nur der tiefere Sinn der moralischen Vorschrift bleibt über die Zeiten erhalten. Die historisch-kritische Methode unterstützt dabei, den damaligen Zeitkontext zu erforschen und zu erkennen, was der tiefere Sinn von moralischen Vorschriften ist.

#### Hinterfragung der Hadithe
Neben dem Koran sind die Hadithe die wichtigste Quelle der islamischen Religion. Die Hadithe sind die Überlieferungen vom Leben Mohammeds. Dazu gehört auch die Prophetenbiographie des Ibn Ishāq. Der Koran berichtet kaum etwas über Mohammed und Mekka, und die Aussagen der einzelnen Suren verraten nur wenig über den Kontext, für den sie gelten, und sind deshalb hoch interpretierbar. Erst die Hadithe legen fest, wie der Koran zu interpretieren ist und wie Mohammed lebte, der Vorbild für alle Muslime ist.
Von Anfang an wurde unter Islamgelehrten darüber gestritten, welche Hadithe glaubwürdige Überlieferungen sind und welche nicht. Islamreformer können durch berechtigtes Anzweifeln der Historizität von Hadithen erhebliche Veränderungen in der Interpretation des Koran bewirken. So bezweifelt zum Beispiel der Autor Mouhanad Khorchide, dass das Massaker an dem jüdischen Stamm der Banū Quraiza, dass Mohammed gutgeheißen haben soll, tatsächlich historisch stattfand, wie es Ibn Ishāq berichtet.
Die historische Wissenschaft kann bei der Frage nach der Glaubwürdigkeit der Hadithe eine große Hilfe sein. Seit in den 1970er Jahren die sogenannte Revisionistische Schule der Islamwissenschaft die Glaubwürdigkeit der Hadithe grundsätzlich infrage stellte und die konsequente Anwendung der historisch-kritischen Methode einforderte, gibt es eine andauernde Diskussion über das Bild der Wissenschaft von den Anfängen des Islam. Neben Historikern, die an der traditionellen Darstellung festhalten, und Historikern, die so weit gehen, dass sie sogar die Historizität Mohammeds infrage stellen, gibt es inzwischen eine ganze Reihe von Historikern, die ein korrigiertes Bild von Mohammed und seiner Zeit zu zeichnen versuchen, das sich vom traditionellen Bericht deutlich unterscheidet.

#### Erforschung des Koran
Auch der Koran kann historisch-kritisch gelesen werden. Dabei stellt sich immer mehr heraus, dass der Koran vielfache Bezüge und Ähnlichkeiten zur Literatur, Theologie und Philosophie der damaligen Zeit aufweist. Der Koran ist zudem ein diskursiver Text, der offenbar auf Fragen seiner Zeit Bezug nimmt und über sie in einen Dialog eintritt. Auch ist der Koran offenbar mehrfach redaktionell überarbeitet worden. Neben einem Grundbestand des Textes, der auf Mohammed zurückgehen könnte, gab es auch spätere Zusätze und Veränderungen, bis hin zu den unvermeidlichen Abschreibefehlern, wie sie in allen alten Manuskripten zu finden sind. Kurz: Der Grundbestand des Koran kann durchaus auf Mohammed zurückgehen, und ob Mohammed den Koran von Gott empfing, ist natürlich Glaubenssache, doch handelt es sich beim Koran um ein Gotteswort, das in jedem Fall in vielfacher Weise in Menschenwort eingekleidet ist.

## Positionen zu kontroversen Themen

### Trennung von Staat und Religion
Die Trennung zwischen Staat und religiösen Institutionen wird als richtig und wertvoll anerkannt. Auch im Handeln und Sprechen von Mohammed wird eine Trennung zwischen seiner Funktion als religiöser Prophet und seiner Funktion als säkularer Staatsmann gesehen.
Das islamische Recht, die Scharia, solle vor allem als Morallehre verstanden werden und nicht als Recht und Gesetz. Zudem werden die einzelnen traditionellen Vorschriften der Scharia vom liberalen Islam hinterfragt.
In der Frage, ob das Verhältnis von Staat und Religion laizistisch wie in Frankreich oder kooperativ wie in Deutschland geregelt sein sollte, gehen die Meinungen auseinander.

### Haltung zu Andersgläubigen
Muslime und Nichtmuslime sind nach dem liberalen Verständnis gleichberechtigt. Liberale Muslime wollen teilweise gar nicht zuerst als Muslime wahrgenommen werden, sondern unabhängig von ihrer Religion als Mitmenschen. Eine Islamisierung des gesellschaftlichen Lebens wird abgelehnt.
Ehen von Musliminnen mit Nichtmuslimen sind demzufolge möglich. Die Kinder von Mischehen müssen nicht zwingend muslimisch erzogen werden.

### Gleichberechtigung der Geschlechter
Männer und Frauen haben nach Meinung liberaler Muslime dieselben Rechte.
In der Frage nach der Toleranz gegenüber dem Tragen des Kopftuches (Hidschāb) bzw. des Niqab oder der Burka gehen die Meinungen auseinander. Einige lehnen das Kopftuch ab, einige fordern Verbote. Manche muslimische Feministinnen weisen darauf hin, dass das Kopftuch die Tendenz habe, Frauen zu de-sexualisieren, so dass sie weniger als Objekt und mehr als Person behandelt würden.

### Haltung zur Sexualität
Die Sexualität solle angstfrei und selbstbestimmt gelebt werden. Ehrenmorde werden verurteilt, der dahinter stehende Ehrenkodex abgelehnt.

### Wissenschaft
Das Prinzip einer rationalen, objektiven Wissenschaft, die unabhängig von Religion betrieben wird, wird akzeptiert.
Liberale Muslime akzeptieren wissenschaftliche Erkenntnisse, die dem Weltbild des Korans und der Hadithe aus dem 7. Jahrhundert noch unbekannt waren, wie zum Beispiel die Evolutionstheorie. Auch die Ergebnisse der Geschichtswissenschaft und Archäologie werden akzeptiert, auch wenn dadurch ein anderes Bild von Mohammed und seiner Zeit gezeichnet wird, als es die traditionellen Quellen berichten, und daraus andere Schlussfolgerungen gezogen werden müssen als aus den traditionellen Berichten über die Anfänge des Islam.

### Islam im Bildungswesen
Liberale Muslime begrüßen die Einrichtung von islamtheologischen Lehrstühlen an Universitäten. Sie lehnen die Kontrolle der traditionalistischen Islamverbände über diese Lehrstühle ab.
Ein islamischer Religionsunterricht an Schulen wird begrüßt. Auch für den Islamunterricht an Schulen wird ein Einfluss der traditionalistischen Islamverbände abgelehnt.

## Kritik
Kritik am liberalen Islam kommt von verschiedenen Seiten. Traditionell eingestellte Muslime argumentieren, dass der Islam unveränderlich sei und keine Reformen nötig habe bzw. dass Reformen eine Verfälschung des Islam seien. Der pakistanisch-deutsche Islam- und Politikwissenschaftler Muhammad Sameer Murtaza kritisierte auf islam.de, dass Verbände des liberalen Islam wie der LIB oder der VDEM nur ein „theologisches Label“ über einen Lebensentwurf stülpen wollten. Womöglich handele es sich nur um eine „bewusste Verchristlichung des Islam“. Sie seien zwar theologisch Monotheisten, philosophisch jedoch Dualisten, und ihre „intellektuellen Spielereien“ seien fernab jeglichen wissenschaftlichen Niveaus. Dem liberalen Islam wird vorgeworfen, Vorurteile über den Islam wie Gewaltbereitschaft und Frauenfeindlichkeit zu schüren und dass er nicht in der islamischen Basis verankert sei.
2019 kritisierte Muhammad Sameer Murtaza in der Frankfurter Rundschau, dass innerhalb des liberalen muslimischen Spektrums mitunter illiberal agiert werde. Persönliche Angriffe, etwa zwischen Mouhanad Khorchide, Lamya Kaddor und Abdel-Hakim Ourghi, seien keine Seltenheit. So habe Ourghi Khorchide öffentlich des Plagiats bezichtigt, ohne dafür Belege vorzulegen. Der Autor kritisiert, dass liberale Muslime von Beginn an die Tür zum Dialog mit der Mehrheit der Moscheegemeinden zugeschlagen hätten und stattdessen pauschale Vorwürfe gegen islamische Dachverbände erheben würden, etwa die Behauptung, diese würden heimlich den Gottesstaat lehren. Solche Aussagen seien unbelegt und würden die gesellschaftliche Spaltung fördern.
Von islamkritischer Seite wird ebenfalls postuliert, dass eine Islamreform nicht möglich sei, da der Islam nicht modern interpretiert werden könne.
Dem wird von der Seite des liberalen Islams entgegen gehalten, dass der Islam schon immer vielgestaltig gewesen sei und sich schon immer verändert habe.

## Organisationen und Einrichtungen

### Deutschland
- Liberal-Islamischer Bund LIB
- Muslimisches Forum Deutschland MFD
- Verband Demokratisch-Europäischer Muslime VDEM
- Zentrum für Islamische Frauenforschung und -förderung
- Ibn-Ruschd-Preis

### Österreich und Schweiz
- Initiative Liberaler Muslime Österreich ILMÖ
- Forum für einen fortschrittlichen Islam FFI Schweiz
- Verein Al-Rahman – mit Vernunft und Hingabe, Sitz in Zürich

## Zeitgenössische Vordenker und Aktivisten

### Deutschland
- Mimoun Azizi (1972-), deutscher Arzt, Politikwissenschaftler und Soziologe
- Lamya Kaddor (1978-), deutsche Islamwissenschaftlerin, Religionspädagogin und Politikerin (seit 2021 Mitglied des Deutschen Bundestags, Grüne).
- Ahmad Milad Karimi (1979-), afghanisch-deutscher Religionsphilosoph, Islamwissenschaftler und Koranübersetzer.
- Mouhanad Khorchide (1971-), österreichischer Soziologe und Religionspädagoge.
- Rabeya Müller (1957–2024), deutsche Islamwissenschaftlerin, muslimische Theologin und Religionspädagogin.
- Abdel-Hakim Ourghi (1968-), algerisch-deutscher Islamwissenschaftler und Religionspädagoge.
- Hilal Sezgin (1970-), deutsch-türkische Journalistin.
- Erdal Toprakyaran (1974-), deutscher Islamwissenschaftler und Historiker.
- Bassam Tibi (1944-), syrisch-deutscher Politikwissenschaftler.

### Österreich und Schweiz
- Ednan Aslan (1959-), österreichisch-türkischer Professor für islamische Religionspädagogik.
- Saïda Keller-Messahli (1957-), tunesisch-schweizerische Romanistin.
- Elham Manea (1966-), jemenitisch-schweizerische Politologin und Autorin.
- Kerem Adigüzel (1987-), schweizerisch-türkischer Autor und Koranexeget.

### Frankreich und Belgien
- Mohammed Arkoun (1928–2010), algerisch-französischer Philosoph.
- Malek Chebel (1953-), algerisch-französischer Anthropologe und Religionswissenschaftler.
- Abdelwahab Meddeb (1946–2014), tunesisch-französischer Literaturwissenschaftler.
- Soheib Bencheikh (1961-), algerisch-französischer Islamgelehrter und Reformer.

### USA, Kanada, Großbritannien
- Fazlur Rahman (1919–1988), pakistanisch-amerikanischer Philosoph.
- Amina Wadud (1952-), US-amerikanische Islamwissenschaftlerin, Frauenrechtlerin.
- Edip Yüksel (1957-), kurdisch-amerikanischer Rechtsgelehrter, Philosophiedozent und Anhänger der Code 19-Theorie

### Türkei
- Yaşar Nuri Öztürk (1951–2016), türkischer Islamtheologe.
- Ömer Özsoy (1963-), türkischer Islamtheologe, Vertreter der Schule von Ankara.
- Mehmet Paçacı (1959-), türkischer Islamtheologe, Vertreter der Schule von Ankara.

### Arabische Kernländer
- Nasr Hamid Abu Zaid (1943–2010), ägyptischer Koran- und Literaturwissenschaftler.
- Muhammad Shahrur (1938–2019), syrischer Ingenieur und Koranexeget.

### Maghreb-Staaten
- Fatima Mernissi (1940–2015), marokkanische Soziologin und muslimische Feministin.
- Mohamed Talbi (1921–2017), tunesischer Historiker und Islamwissenschaftler.

### Iran
- Mohammad Modschtahed Schabestari (1936-), iranischer Philosoph und Theologe.
- Abdolkarim Sorusch (1945-), iranischer Philosoph.
- Mahmud Taleghani (1911/14–1979), iranischer Reformgeistlicher.

### Pakistan, Indien
- Sayyid Ahmad Khan (1817–1898), zentrale Figur des südasiatischen Reformislams.

### Andere Staaten
- Mahmud Muhammad Taha (1909/11–1985), sudanesischer Sufi-Theologe, „Republikanische Brüder“.
- Farid Esack (1959-), südafrikanischer islamischer Befreiungstheologe und politischer Aktivist, u. a. Funktionär der antiisraelischen Boycott, Divestment and Sanctions-Kampagne

### Schriften über den liberalen Islam
- Charles Kurzman: Liberal Islam: A Source Book, Oxford University Press. 1998.
- Charles Kurzman: Modernist Islam, 1840–1940: A Source-Book Oxford University Press. 2002.
- Charles Kurzman, Michaelle Browers (Hrsg.): An Islamic Reformation? Lexington Books. 2004.
- Albert Hourani: Arabic Thought in the Liberal Age, 1798–1939. Cambridge University Press. 1983. ISBN 0-521-27423-0
- Shireen Hunter: Reformist Voices of Islam: Mediating Islam and Modernity Routledge 2014.
- Richard C. Martin, Mark Woodward, Dwi S. Atmaja: Defenders of Reason in Islam: Mu’tazililism from Medieval School to Modern Symbol, Oneworld Publications 2016.
- Felix Körner SJ: Revisionist Koran Hermeneutics in Contemporary Turkish Theology. Rethinking Islam, Würzburg: Ergon-Verlag 2004. ISBN 978-3-89913-373-8
- Felix Körner SJ: Alter Text – neuer Kontext. Koranhermeneutik in der Türkei heute. Ausgewählte Texte, Herder Verlag 2006.
- Rachid Benzine: Islam und Moderne. Die neuen Denker. Verlag der Weltreligionen im Insel Verlag. 2012.

### Schriften von Vordenkern eines liberaleren Islams
- Nasr Hamid Abu Zaid: Gottes Menschenwort. Für ein humanistisches Verständnis des Koran. 2008, ISBN 978-3-451-29972-8.
- Nasr Hamid Abu Zaid: Mohammed und die Zeichen Gottes. 2008, ISBN 978-3-451-29274-3.
- Mohammed Arkoun: Pour une critique de la Raison islamique.  1984.
- Mohammed Arkoun: The Unthought in Contemporary Islamic Thought. 2002.
- Fazlur Rahman: Islam and Modernity. 1982.
- Fazlur Rahman: Revival and Reform in Islam. 1999.
- Yaşar Nuri Öztürk: Der verfälschte Islam. Eine Kritik der Geschichte islamischen Denkens. 2007, ISBN 3-89978-062-0 (deutsche Kurzfassung des türkischen Originals).
- Mouhanad Khorchide: Islam ist Barmherzigkeit. Grundzüge einer modernen Religion. 2012. ISBN 978-3-451-30572-6
- Mouhanad Khorchide: Scharia – der missverstandene Gott. Der Weg zu einer modernen islamischen Ethik. 2013. ISBN 978-3-451-30911-3
- Mouhanad Khorchide: Gott glaubt an den Menschen: Mit dem Islam zu einem neuen Humanismus. 2015.

### Publikationen von Vertretern eines liberaleren Islams
- Abdelwahab Meddeb: Zwischen Europa und Islam. 115 Gegenpredigten. Wunderhorn, Heidelberg 2007, ISBN 978-3-88423-288-0.
- Abdelwahab Meddeb: Die Krankheit des Islam. 2002, ISBN 3-88423-201-0.
- Bassam Tibi: Im Schatten Allahs – Der Islam und die Menschenrechte. 1994.
- Bassam Tibi: Euro-Islam: die Lösung eines Zivilisationskonfliktes. 2009, ISBN 978-3-89678-651-7.
- Lamya Kaddor: Muslimisch, weiblich, deutsch. Mein Weg zu einem zeitgemäßen Islam. 2010, ISBN 978-3-406-59160-0.
- Lamya Kaddor (Hrsg.): Muslimisch und liberal! Was einen zeitgemäßen Islam ausmacht. Piper, 2020, ISBN 978-3-492-07009-6.
- Seyran Ates: Der Islam braucht eine sexuelle Revolution: Eine Streitschrift. Ullstein 2009
- Seyran Ates: Der Multikulti-Irrtum Taschenbuch. Ullstein 2007
- Ahmad Mansour: Generation Allah. Warum wir im Kampf gegen religiösen Extremismus umdenken müssen. S. Fischer Verlag 2015
- Omid Safi (Hrsg.): Progressive Muslims – On Justice, Gender, and Pluralism. 2003
- M. A. Muqtedar Khan: American Muslims: Bridging Faith and Freedom. 2002
- Amina Wadud: Qur’an and Woman. 1992
- Farid Esack: Qur’an, Liberation and Pluralism. 1996
- Anouar Majid: Unveiling Traditions: Postcolonial Islam in a Polycentric World. 2001

### Literarische Werke zum liberalen Islam
- Rachid Benzine: Der Zorn der Feiglinge. Roman in Briefen. (Nour, pourquoi n’ai-je rien vu venir?) Übersetzung aus dem Französischen von Regina Keil-Sagawe. Persona-Verlag, Mannheim 2017.

### Deutschsprachige Seiten
- Al-Rahman (Verein)
- Dossier Reformislam auf Qantara.de
- Liberal-Islamischer Bund in Deutschland

### Englischsprachige Seiten
- Charles Kurzman’s Liberal Islam Links Linkliste zu Internetseiten liberaler muslimischer Denker, von Charles Kurzman.
- Ijtihad.org von Muqtedar Khan.
- Muslims for progressive values
- Free-Minds.org
- Website des Middle East Media Research Institute (MEMRI) mit übersetzten Originalstimmen von Fundamentalisten und Reformern.